# Turobito
Turobito ist eine Ortschaft im Santa Cruz im Tiefland des südamerikanischen Andenstaates Bolivien.

## Lage im Nahraum
Turobito liegt in der Provinz Ignacio Warnes im westlichen Teil des Departamentos Santa Cruz und ist der fünftgrößte Ort im Cantón Warnes im Municipio Warnes. Die Ortschaft liegt auf einer Höhe von 303 m fünfzehn Kilometer östlich des nach Norden fließenden Río Piraí. Die nächstgelegene größere Ortschaft ist Montero, 13 Kilometer in nordwestlicher Richtung.

## Geographie
Turobito liegt im tropischen Feuchtklima vor dem Ostrand der Anden-Gebirgskette der Cordillera Oriental. Die Region war vor der Kolonisierung von Chiquitano-Trockenwäldern bedeckt, ist heute aber größtenteils Kulturland.
Die mittlere Durchschnittstemperatur der Region liegt bei knapp 24 °C (siehe Klimadiagramm Warnes), die Monatswerte schwanken zwischen 20 °C im Juni/Juli und 26 °C von November bis Februar. Der Jahresniederschlag beträgt etwa 1300 mm, die Monatsniederschläge sind ergiebig und liegen zwischen 35 mm im August und 200 mm im Januar.

## Verkehrsnetz
Turobito liegt in einer Entfernung von 51 Straßenkilometern nördlich der Departamento-Hauptstadt Santa Cruz und 15 Kilometer südlich der Stadt Montero.
Durch Santa Cruz, Las Barreras und Montero führt die 1657 Kilometer lange Nationalstraße Ruta 4, die das Land in West-Ost-Richtung durchquert, von Tambo Quemado an der chilenischen Grenze bis Puerto Suárez im Dreiländereck Brasilien-Bolivien-Paraguay. Die Straße führt von Westen kommend über Cochabamba, Villa Tunari und Montero nach Warnes, und dann weiter über Santa Cruz und Roboré nach Puerto Suárez und über die Grenze in das brasilianische Corumbá.
Neun Kilometer nördlich von Warnes zweigt eine unbefestigte Landstraße von der Ruta 4 nach Osten Richtung Azusaqui ab und erreicht nach insgesamt zwölf Kilometern Turobito.

## Bevölkerung
Die Einwohnerzahl der Ortschaft ist in dem Jahrzehnt zwischen den beiden letzten Volkszählungen um knapp ein Viertel angestiegen:
| Jahr | Einwohner         | Quelle       |
| ---- | ----------------- | ------------ |
| 1992 | keine Detaildaten | Volkszählung |
| 2001 | 477               | Volkszählung |
| 2012 | 574               | Volkszählung |
| 2024 |                   | Volkszählung |

In der Region sind die Quechua die zahlenmäßig wichtigste indigene Volksgruppe, im Municipio Warnes sprechen 13,5 Prozent der Einwohner Quechua.